# Couvent Notre-Dame de la Délivrande
Le couvent Notre-Dame de la Délivrande, est un couvent bâti entre 1885 et 1887 à Saint-Martin-d'Hères, dans le département de l'Isère. Il est labellisé Patrimoine en Isère.
De nos jours, une quinzaine de sœurs dominicaines occupent encore ce bâtiment et ses dépendances (parc, roseraie).

## Historique
Le bâtiment, construit en 1887, est une œuvre de l'architecte Alfred Berruyer.